# Поліект
Патріа́рх Поліе́кт — патріарх Константинопольський у 956—970 роках, за переказом «Повісті врем'яних літ» хрестив княгиню Ольгу 957 року.
| Петро Могила | Це незавершена стаття про православного релігійного діяча чи діячку. Ви можете допомогти проєкту, виправивши або дописавши її. |